# Omar Arrestia
Omar Miguel Arrestia Ávila, detto Chumbo (Salto, 12 maggio 1947 – Salto, 15 marzo 2009), è stato un cestista e allenatore di pallacanestro uruguaiano.

## Carriera
Con l'Uruguay disputò due edizioni dei Campionati mondiali (1967, 1970).